# NGC 6646
NGC 6646 é uma galáxia espiral (Sa) localizada na direcção da constelação de Lyra. Possui uma declinação de +39° 51' 54" e uma ascensão recta de 18 horas, 29 minutos e 38,7 segundos.
A galáxia NGC 6646 foi descoberta em 26 de Junho de 1802 por William Herschel.